# Pomniki i miejsca pamięci narodowej w Kołobrzegu

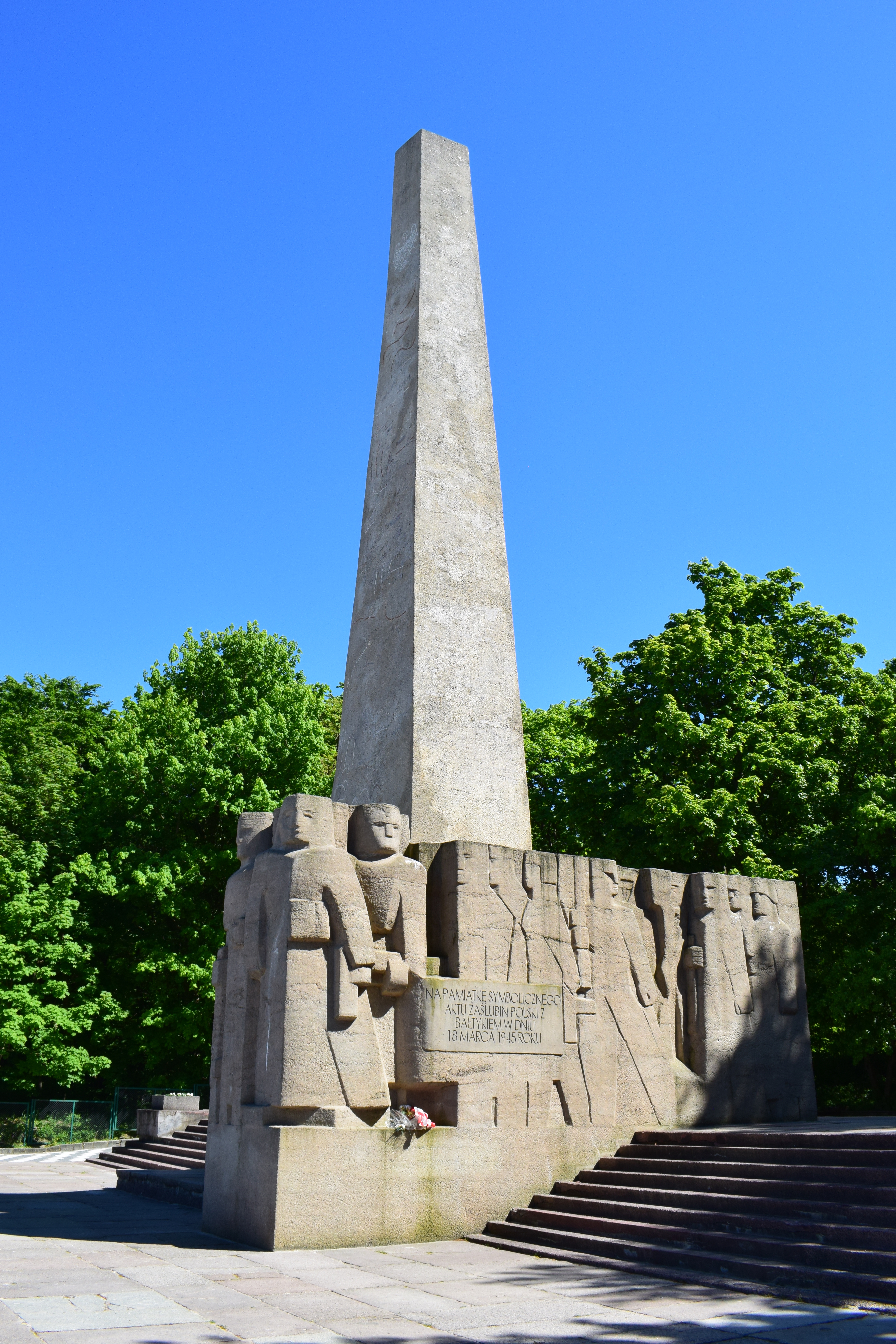
Pomnik Zaślubin Polski z Morzem

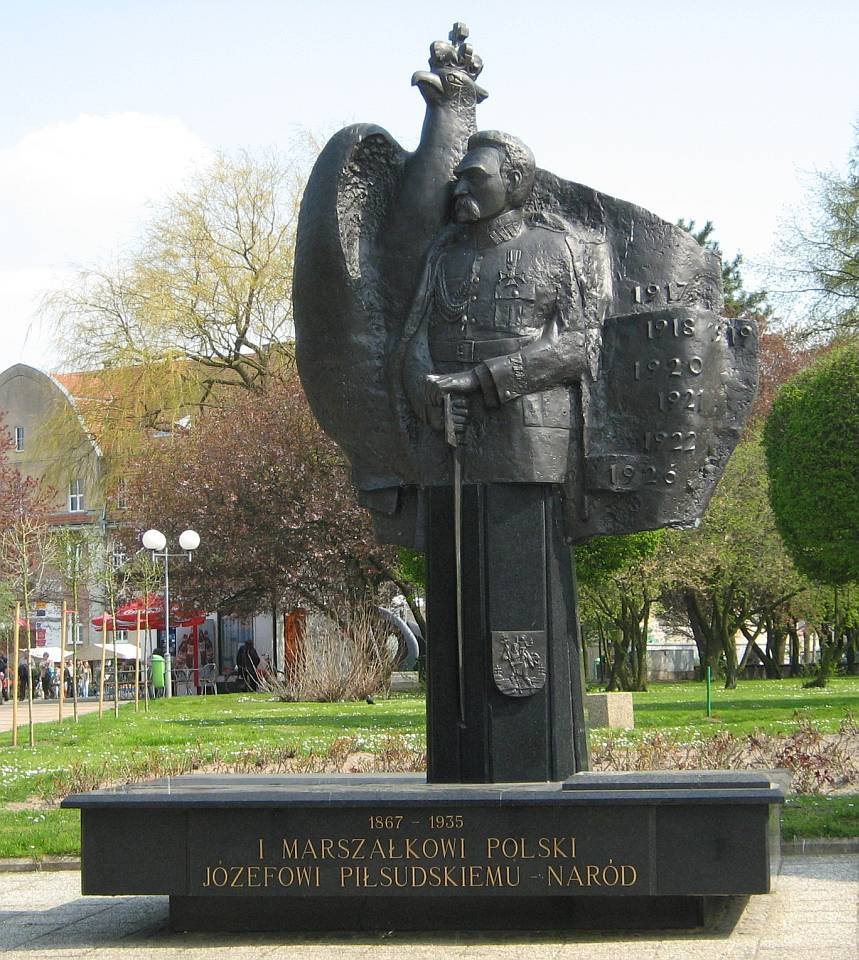
Pomnik Józefa Piłsudskiego

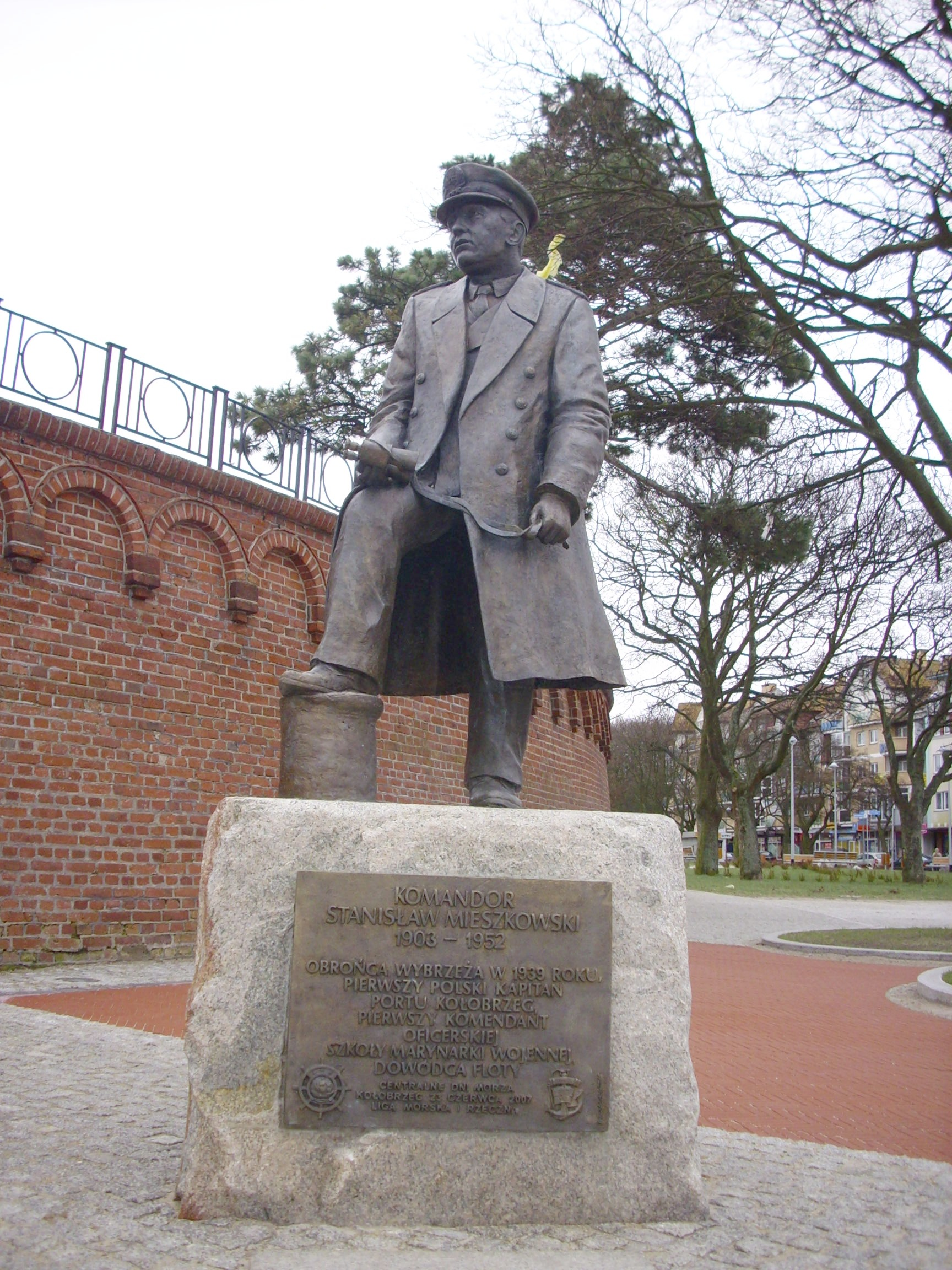
Pomnik kmdr. Stanisława Mieszkowskiego

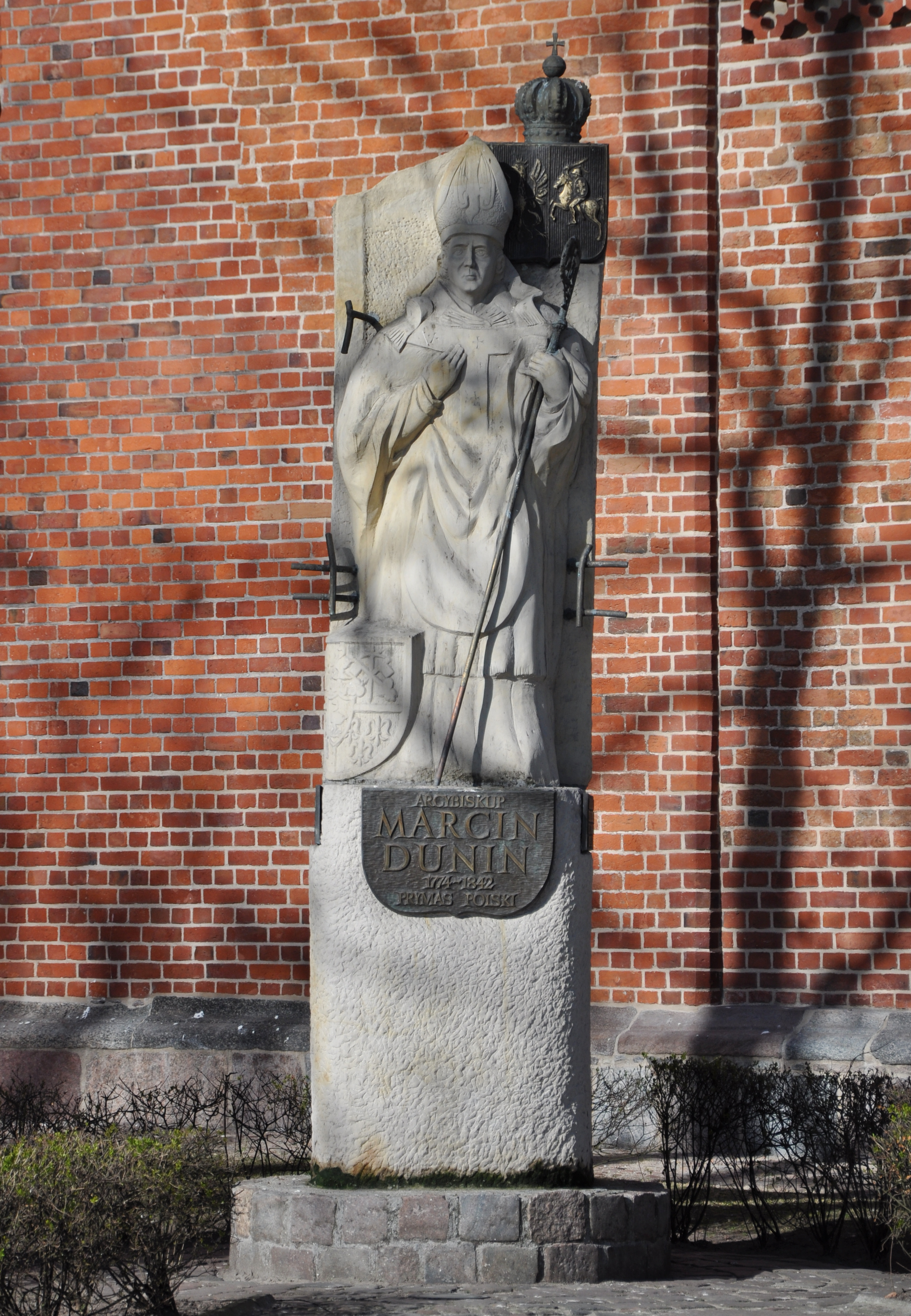
Pomnik Marcina Dunina, prymasa Polski

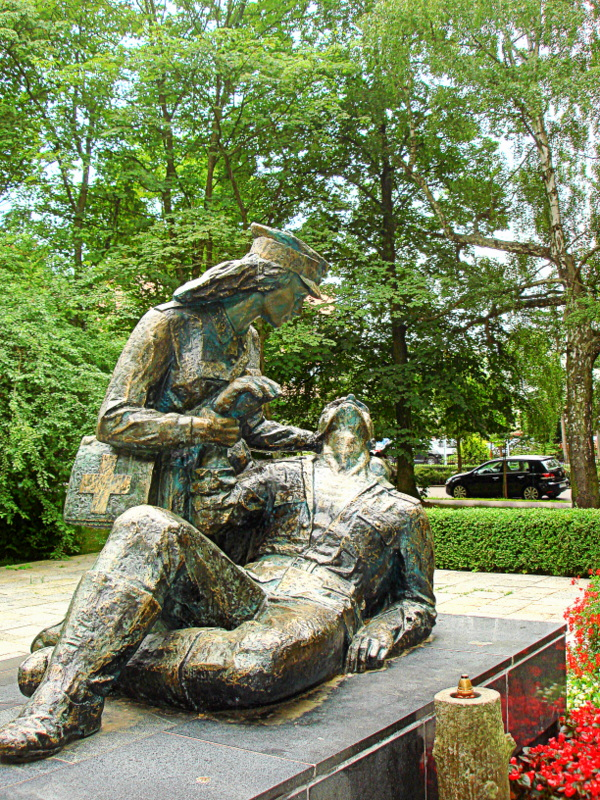
Kołobrzeg, Pomnik Sanitariuszki

Pomnik Zaślubin Polski z MorzemAkt zaślubin był symbolem dostępu do morza, a dokonał go żołnierz – kapral Franciszek Niewidziajło. Pomnik na pamiątkę tego faktu stoi w nieco innym miejscu.
Pomnik SanitariuszkiOdsłonięty w 1980 r. Przedstawia klęczącą dziewczynę ubraną w żołnierski mundur, z przewieszoną przez ramię torbą, na której widnieje krzyż; sanitariuszka udziela pomocy rannemu żołnierzowi. Wzniesiony został na cześć wszystkich sanitariuszek poległych podczas II wojny światowej.
Pomnik walk o KołobrzegW parku naprzeciw poczty głównej 18 marca 1948 r. osadzono piastowskiego orła oraz dokonano odsłonięcia pomnika z napisem: Żołnierzom poległym w walkach o wyzwolenie Kołobrzegu w marcu 1945 roku.
Pomnik arcybiskupa Marcina DuninaZnajduje się na ul. Armii Krajowej przy bazylice. Wykonał go Zygmunt Wujek, rzeźbiarz koszaliński. Pomnik wyobraża arcybiskupa w stroju liturgicznym, spoglądającego z dwumetrowego cokołu na mieszkańców miasta i turystów.
Pomnik Ofiar Operacji antypolskiej NKWD 1937-1938 i Zagłady NadberezyńcówWzniesiony w 2023 roku przy drodze wojewódzkiej 102, w sąsiedztwie cmentarza komunalnego.
Pomnik w 210 rocznicę obchodów Konstytucji 3 majaUpamiętnia rocznicę uchwalenia Konstytucji 3 maja obchodzoną przez żołnierzy 1. Pułku Piechoty Legii Poznańskiej uczestniczących w oblężeniu Twierdzy Kołobrzeg w 1807 roku.
Rzeźba MacierzyństwoPierwotnie znajdowała się obok Zakładu Przyrodoleczniczego nr 1, naprzeciwko sanatorium Jantar Spa; obecnie w parku przy ul. Mickiewicza. Autorką jest rzeźbiarka Alina Ślesińska.
Pomnik podporucznika Edmunda ŁopuskiegoUpamiętnia miejsce jego śmierci, odsłonięty 3 czerwca 1972 roku.
Lapidarium niemieckiePowstało z ocalałych płyt nagrobnych z Parku im. Jedności Narodowych (dawny cmentarz ewangelicki). Jest teraz miejscem pamięci i refleksji o dawnych niemieckich mieszkańcach miasta. Znajduje się na terenie parku przy ul. Zdrojowej.
Lapidarium żydowskiePowstało 24 października 2000 roku według projektu Zygmunta Wujka – w parku nadmorskim przy zbiegu ulic Zdrojowej i Mickiewicza na terenie cmentarza dawnego cmentarza żydowskiego.
Tablica u podnóża Latarni MorskiejUpamiętnia rybaków, którzy nie wrócili z morza.
Tablice poświęcone żołnierzomW miejscach, gdzie toczyły się ciężkie walki w marcu 1945, umieszczono tablice poświęcone żołnierzom I Armii Wojska Polskiego:
- ściana dworca PKP
- mur okalający byłe koszary przy ul. Artyleryjskiej
- w miejscu gdzie stał kościół św. Jerzego
- budynek byłej fabryki farmaceutycznej na ul. Kasprowicza
- mur otaczający byłą gazownię na ul. Koszalińskiej (9 Zaodrzański Pułk Piechoty).

Tablice w bazylice konkatedralnej
- na zewnątrz: tablica upamiętniająca miejsce protestów w latach osiemdziesiątych przeciwko stanowi wojennemu
- tablica upamiętniająca obchody 975-lecia powołania biskupstwa w Kołobrzegu
- tablica upamiętniająca 25 rocznicę powstania NSZZ „Solidarność” – autor rzeźbiarz Romuald Wiśniewski
- tablica upamiętniająca żołnierzy I Armii Wojska Polskiego, uczestników walk o Kołobrzeg wewnątrz kościoła
- tablice poświęcone żołnierzom Armii Krajowej, Sybirakom i inne wewnątrz bazyliki

Pomnik TysiącleciaOdsłonięty w roku 2000, autorstwa Wiktora Szostało, wykonany w Saint Louis. Stylizowany rozdarty krzyż będący alegorią stosunków polsko-niemieckich na przestrzeni tysiąca lat. Obok postacie Bolesława Chrobrego i Ottona III. U szczytu osobne części krzyża łączą się pod gołębiem pokoju. W postument wmurowana tablica z nazwiskami sponsorów, autorstwa rzeźbiarza Romualda Wiśniewskiego. W nowej formie: z figurą Jana Pawła II po lewej i Benedykta XVI po prawej został odsłonięty i poświęcony 29 czerwca 2008.
Pomnik Kołobrzeskim Żeglarzom na Wiecznej WachcieZnajduje się porcie jachtowym. Autorem jest rzeźbiarz Romuald Wiśniewski.
Tablica Marynarzom Okrętów Pogranicza i Straży GranicznejBulwar Marynarzy Okrętów Pogranicza. Autorem jest rzeźbiarz Romuald Wiśniewski.
Pomnik Józefa PiłsudskiegoPrzy ulicy Sybiraków. Projekt pomnika – Ryszard Gryczko, wykonanie modelu gipsowego – Romuald Grodzki, odlew z brązu wykonał rzeźbiarz Romuald Wiśniewski.
Pomnik kmdr. Stanisława MieszkowskiegoU podnóża Latarni Morskiej – odsłonięty w roku 2007 z inicjatywy Ligi Morskiej i Rzecznej – Oddział Kołobrzeski. Autor pomnika i wykonawca odlewu – rzeźbiarz Romuald Wiśniewski.
Tablica Bohaterskim Żołnierzom Armii Radzieckiej Poległym w Walce o Wyzwolenie KołobrzeguUsytuowany na cmentarzu wojennym. Wcześniej była elementem pomnika zbudowanego na miejscu obelisku, który swoim poległym żołnierzom postawili Rosjanie w 1945 roku. Betonowy pomnik autorstwa Melchiora Zapolnika, przypominający dwa rozwinięte sztandary, istniał w latach 1970–2009, został wyburzony podczas budowy Regionalnego Centrum Kultury.
Pomnik Augusta Hlonda
Tablica upamiętniająca pierwszych mieszkańców…którzy po zakończeniu II wojny światowej przybyli do miasta nad Parsętą aby budować przyszłość polskiego Kołobrzegu. Umieszczona na ścianie ratusza 18 marca 2007. Autorem jest rzeźbiarz Romuald Wiśniewski.
Tablica w hołdzie inwalidom wojennymJest umieszczona na ścianie ratusza.
Tablica upamiętniająca posła RP Sebastiana KarpiniukaZnajduje się na ścianie wejściowej stadionu. Autor – Romuald Wiśniewski.
Pomnik Pamięci Pomordowanych Polaków w Nazistowskich Niemieckich Obozach KoncentracyjnychCmentarz Komunalny w Kołobrzegu – autorem pracy jest rzeźbiarz Romuald Wiśniewski.
Pomnik rybaka i rybaczkiOdsłonięty 28 listopada 2013 w porcie rybackim. Rzeźbę zaprojektował i wykonał artysta Romuald Wiśniewski.
Rzeźba turystkiPomnik pierwotnie postawiono 30 sierpnia 2017 w Parku Nadmorskim, by po kilku miesiącach przeniesieść do centrum miasta (znajduje się przy Skwerze Miast Partnerskich, u zbiegu ulic Ratuszowej i Armii Krajowej). Autorem jest rosyjski artysta Sergi Zubarev (Sergiej Zubariew). Wykonana z brązu rzeźba przedstawia postać dziewczyny z plecakiem i walizką robiącą sobie zdjęcie (tzw. selfie).

## Galeria

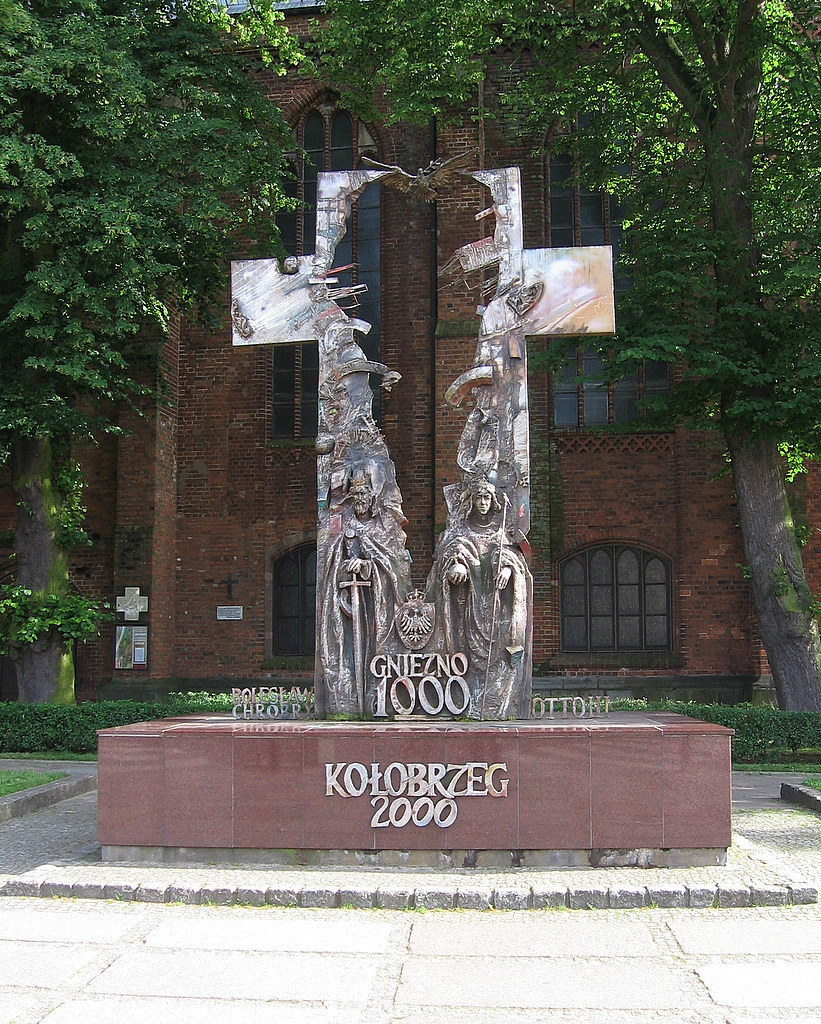
Pomnik Tysiąclecia - pierwotnie
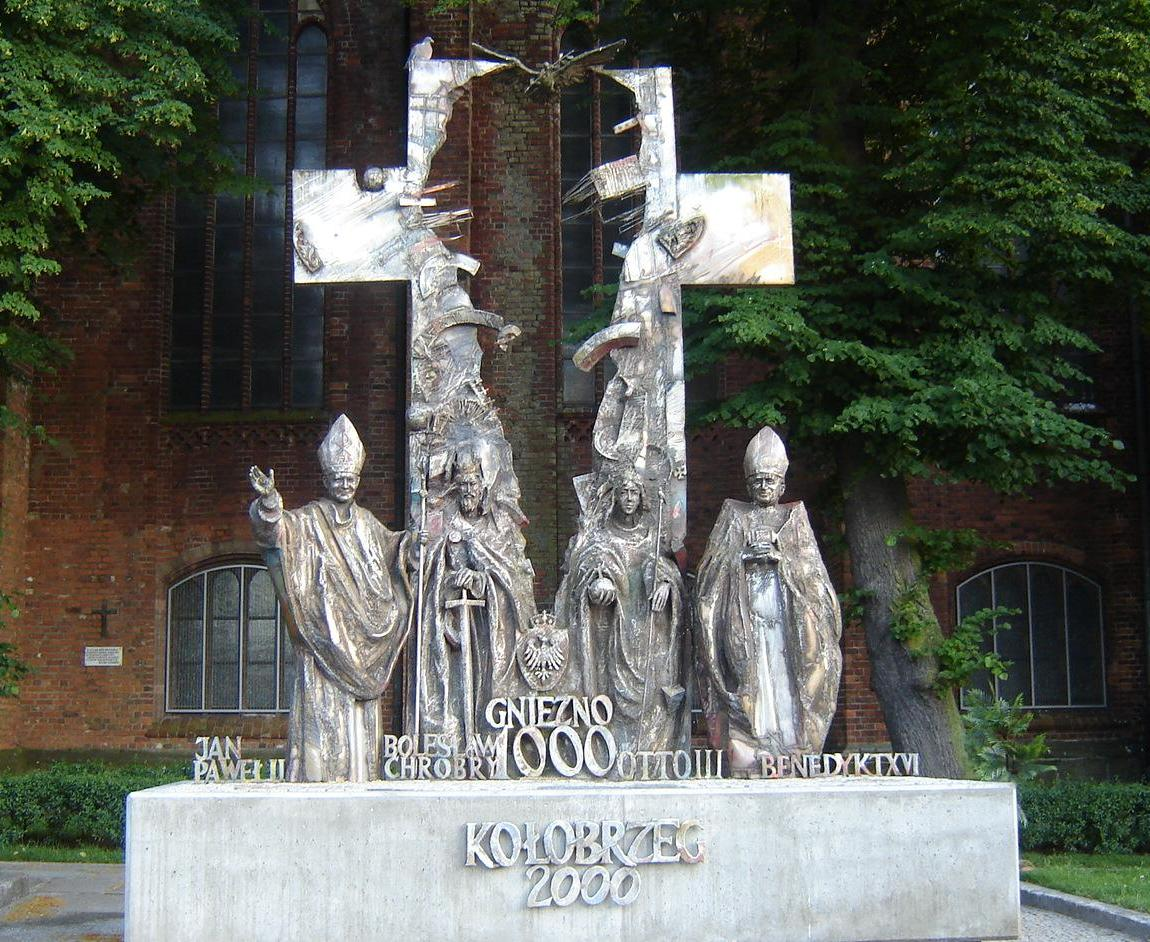
Pomnik Tysiąclecia - obecnie
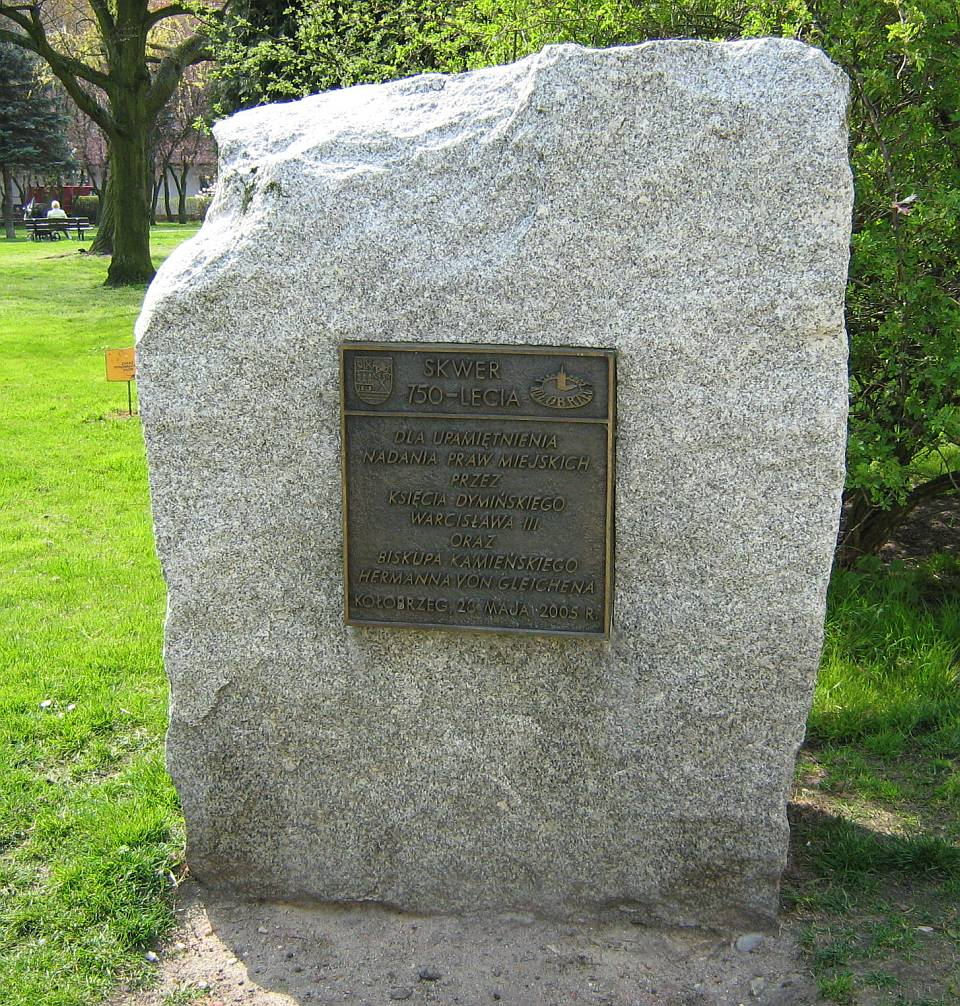
Tablica dla uczczenia 750-lecia nadania praw miejskich Kołobrzegu
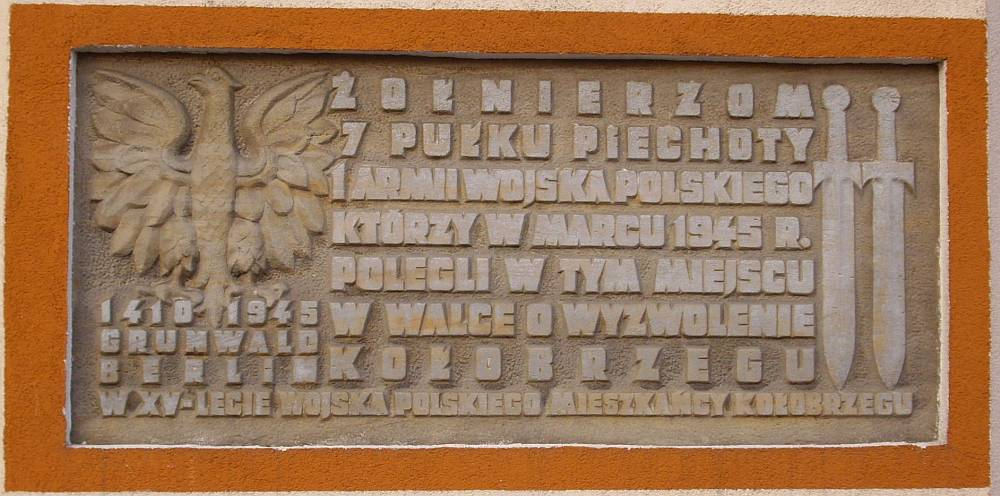
Tablica na budynku kołobrzeskiego dworca
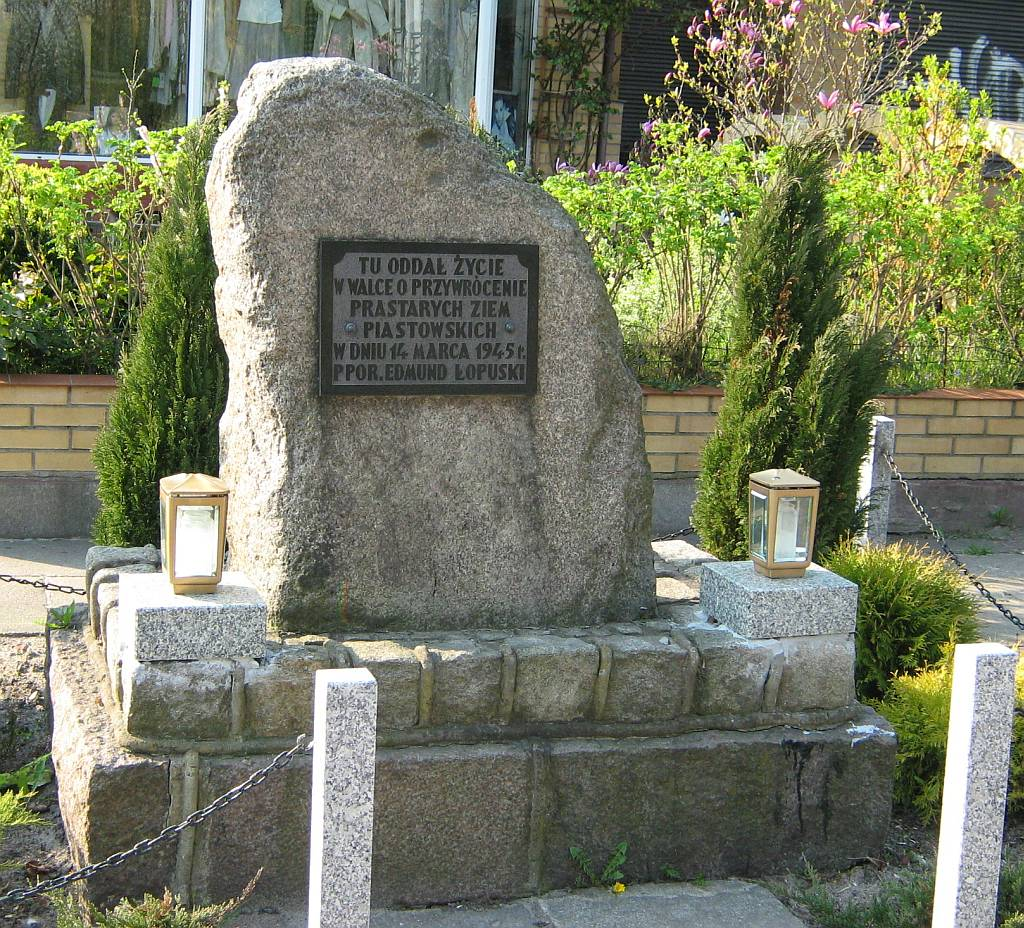
Pomnik wybudowany w miejscu śmierci ppor. Edmunda Łopuskiego
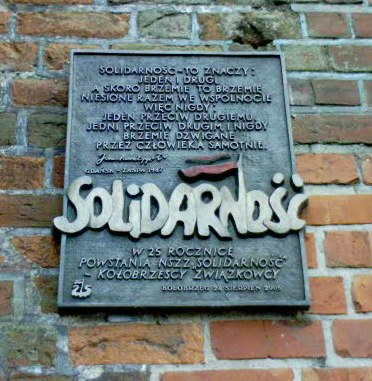
Tablica pamiątkowa w 25-lecie powstania Solidarności
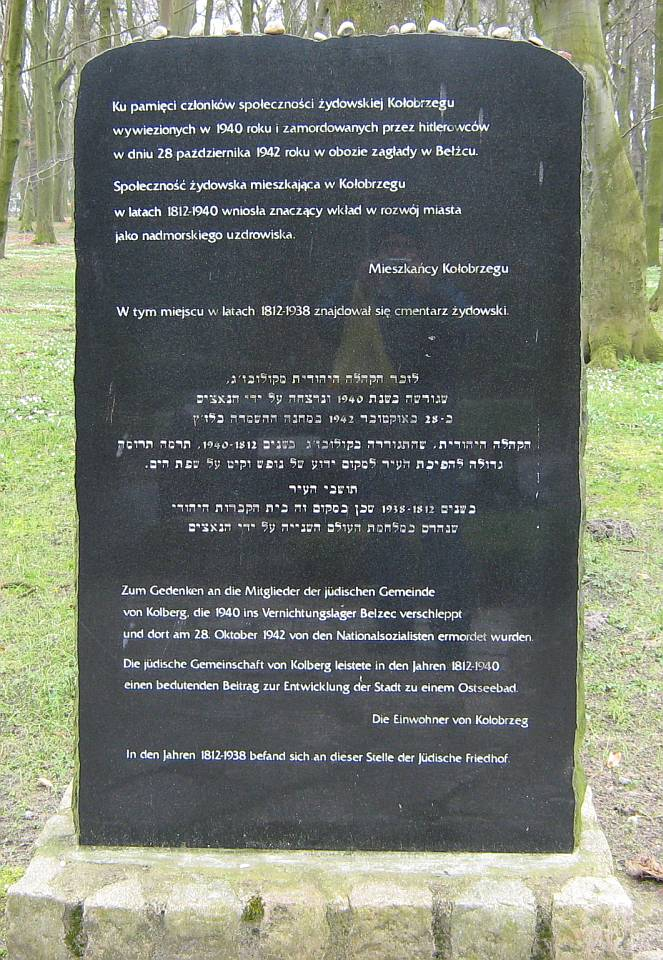
Obelisk na dawnym cmentarzu żydowskim
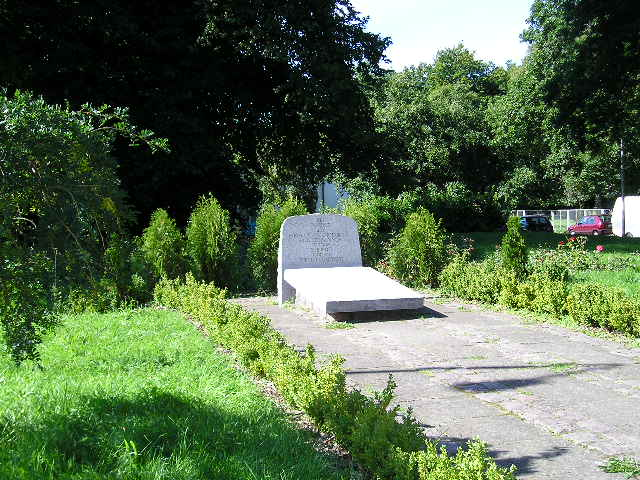
Cmentarz jeńców francuskich z okresu wojny francusko-pruskiej
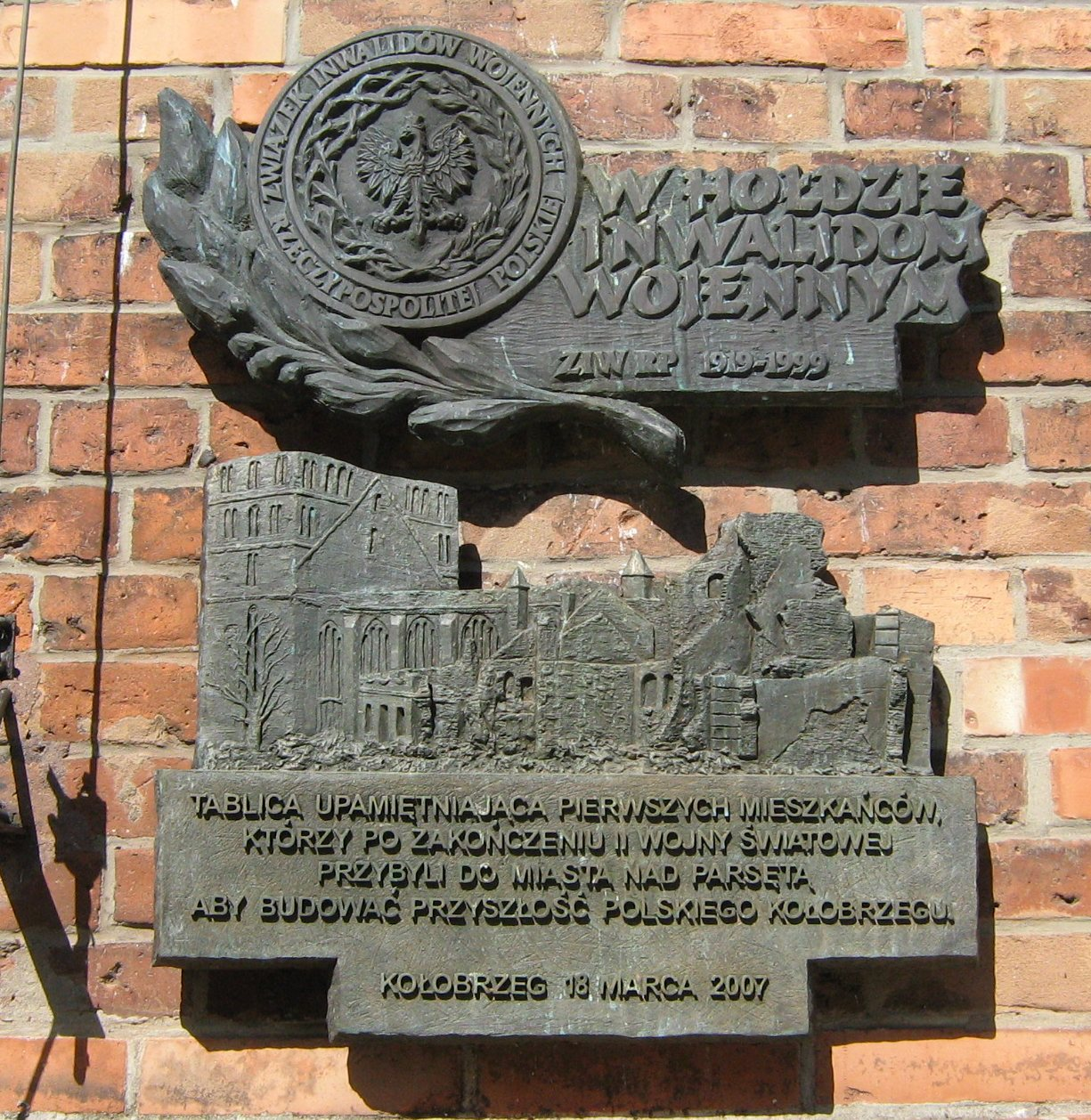
Tablice na ratuszu
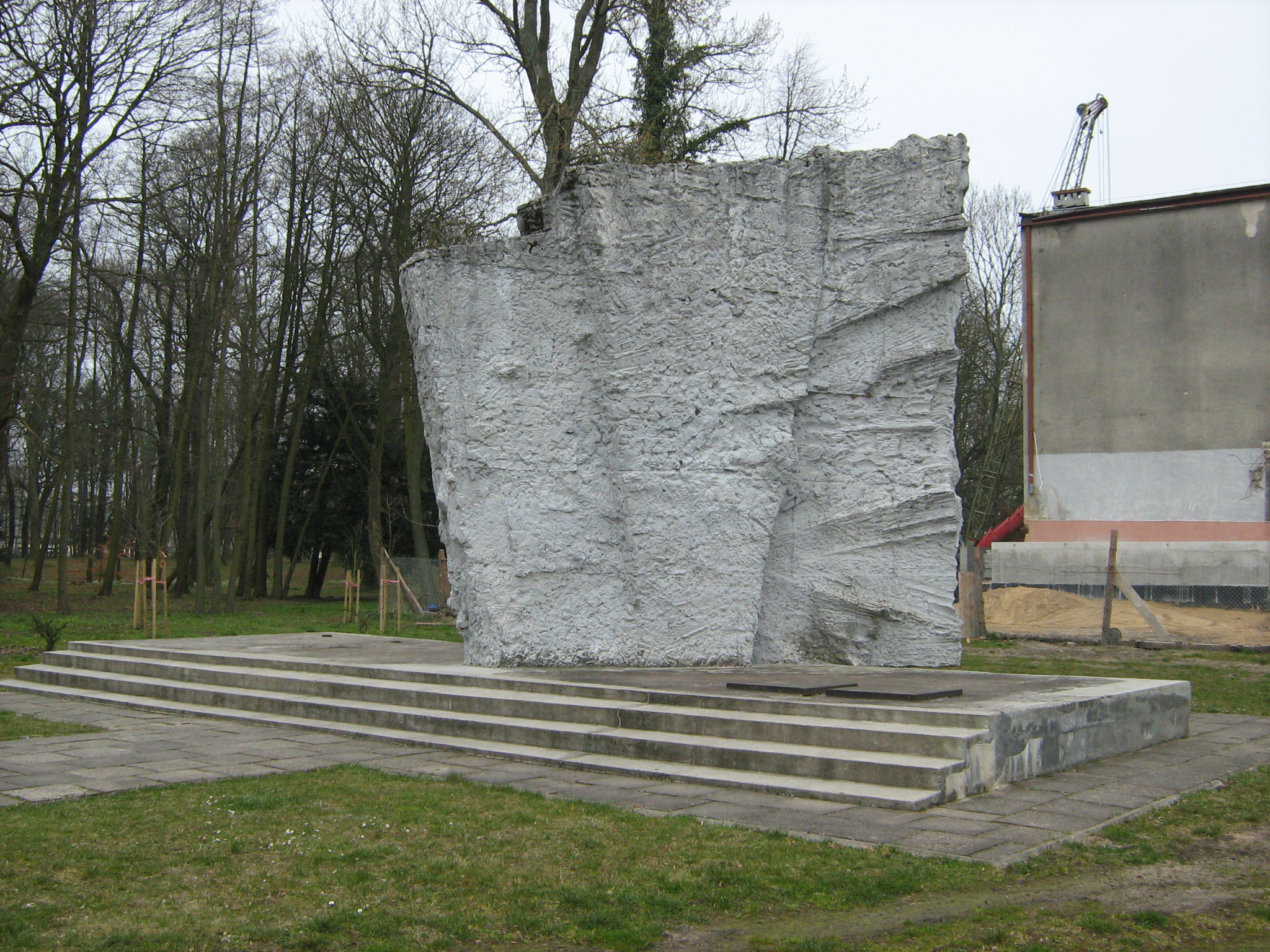
Nieistniejący Pomnik Bohaterskim Żołnierzom Armii Radzieckiej Poległym w Walce o Wyzwolenie Kołobrzegu
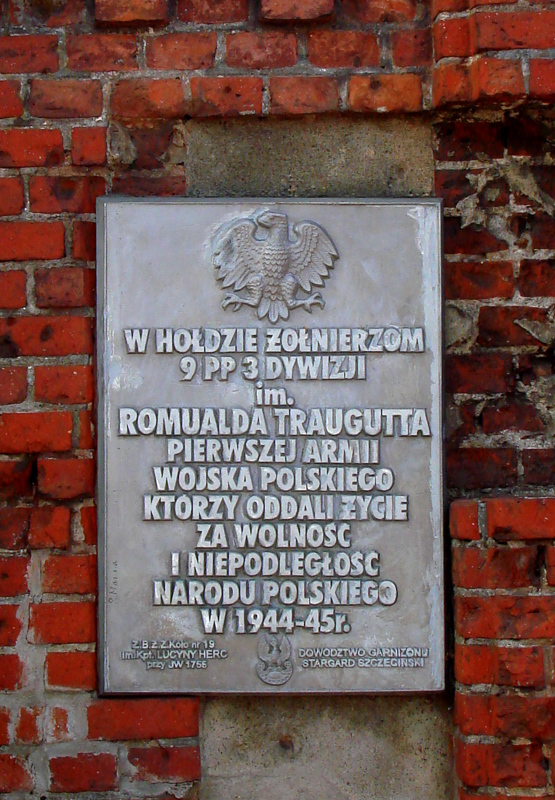
Tablica pamiątkowa poświęcona żołnierzom I Armii Wojska Polskiego usytuowana na murze otaczającym byłą gazownię przy ul. Koszalińskiej
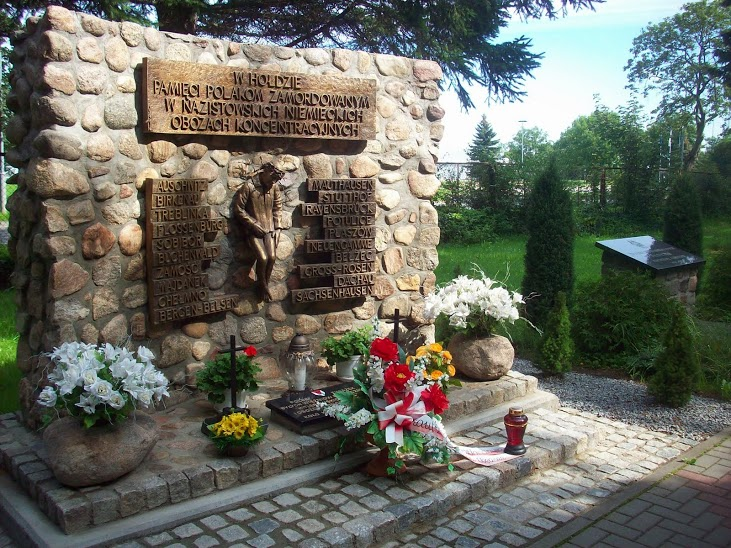
Pomnik w hołdzie pamięci Polakom zamordowanym w nazistowskich niemieckich obozach koncentracyjnych
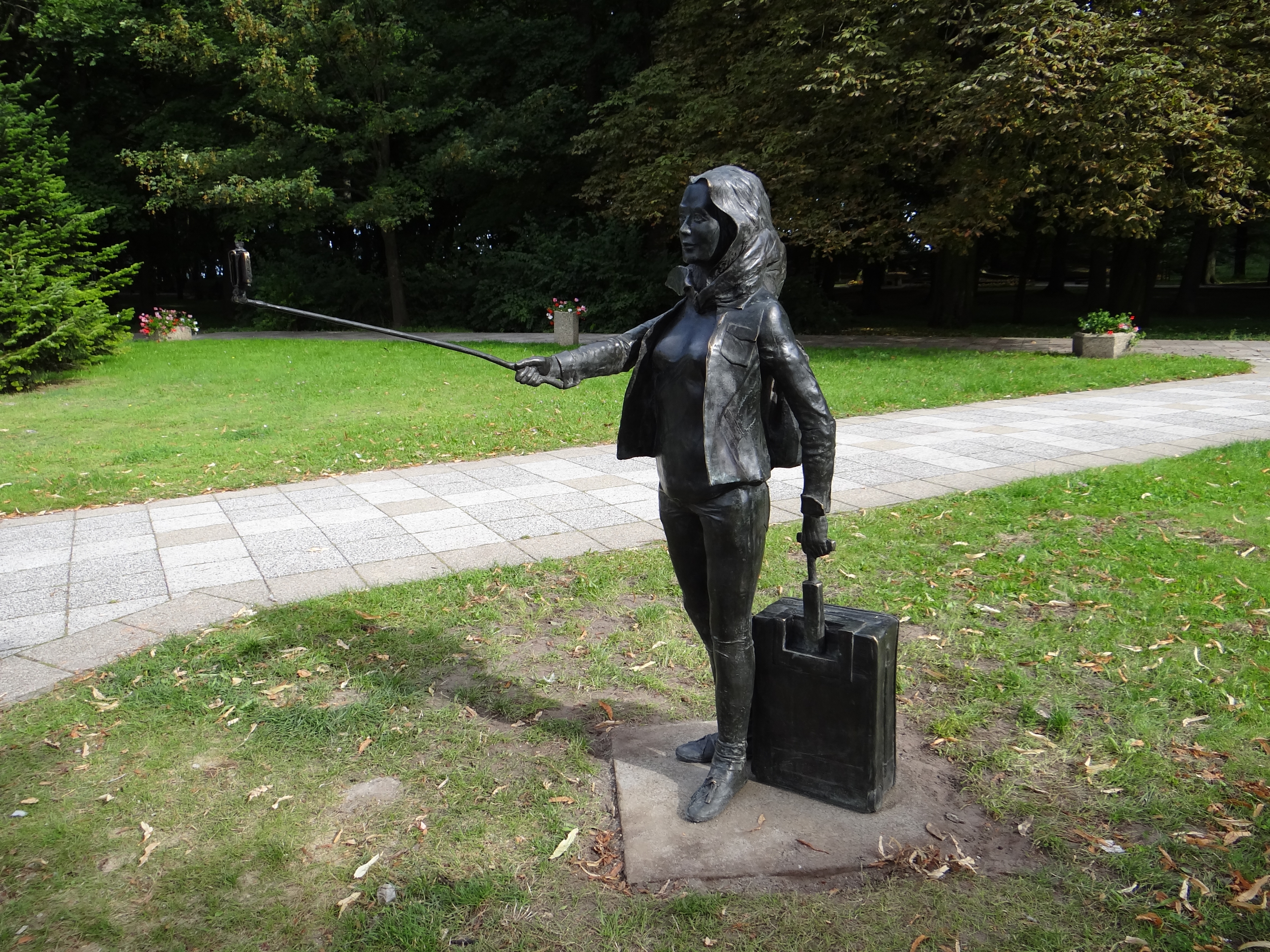
Pomnik Turystki, autor projektu: Sergi Zubarev (2017)
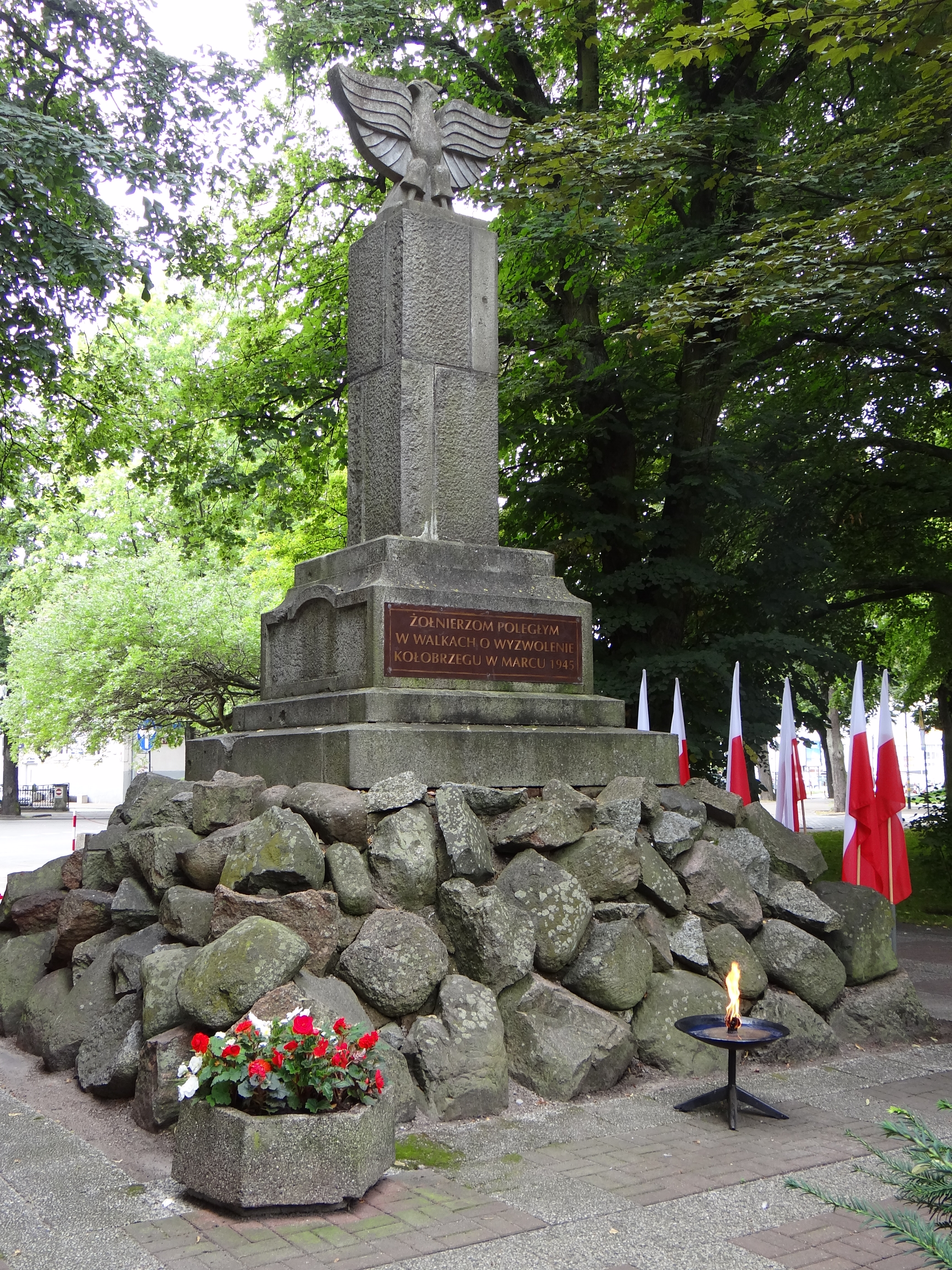
Pomnik walk o Kołobrzeg
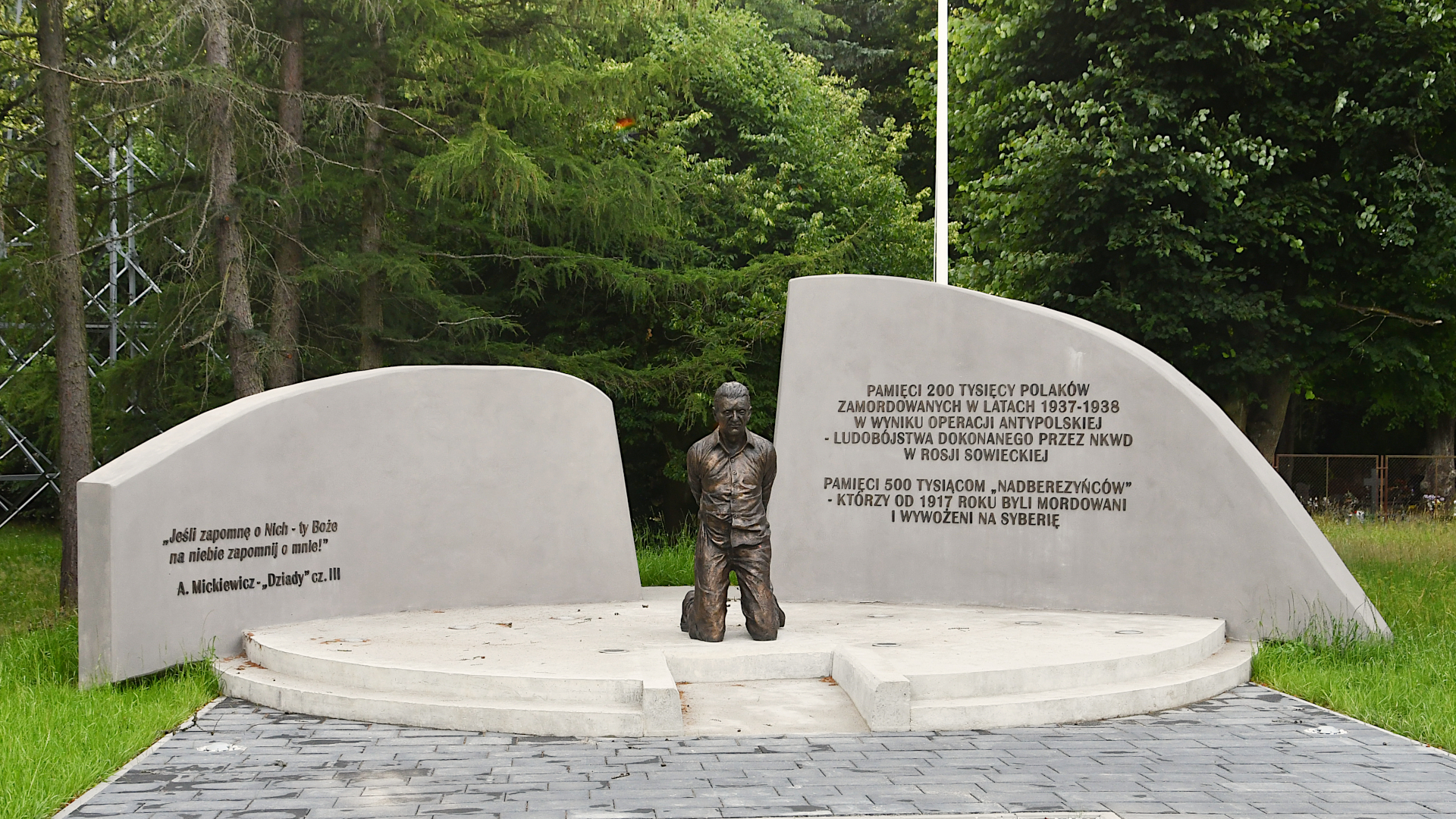
Pomnik Ofiar Operacji Antypolskiej NKWD i zagłady Nadberezyńców
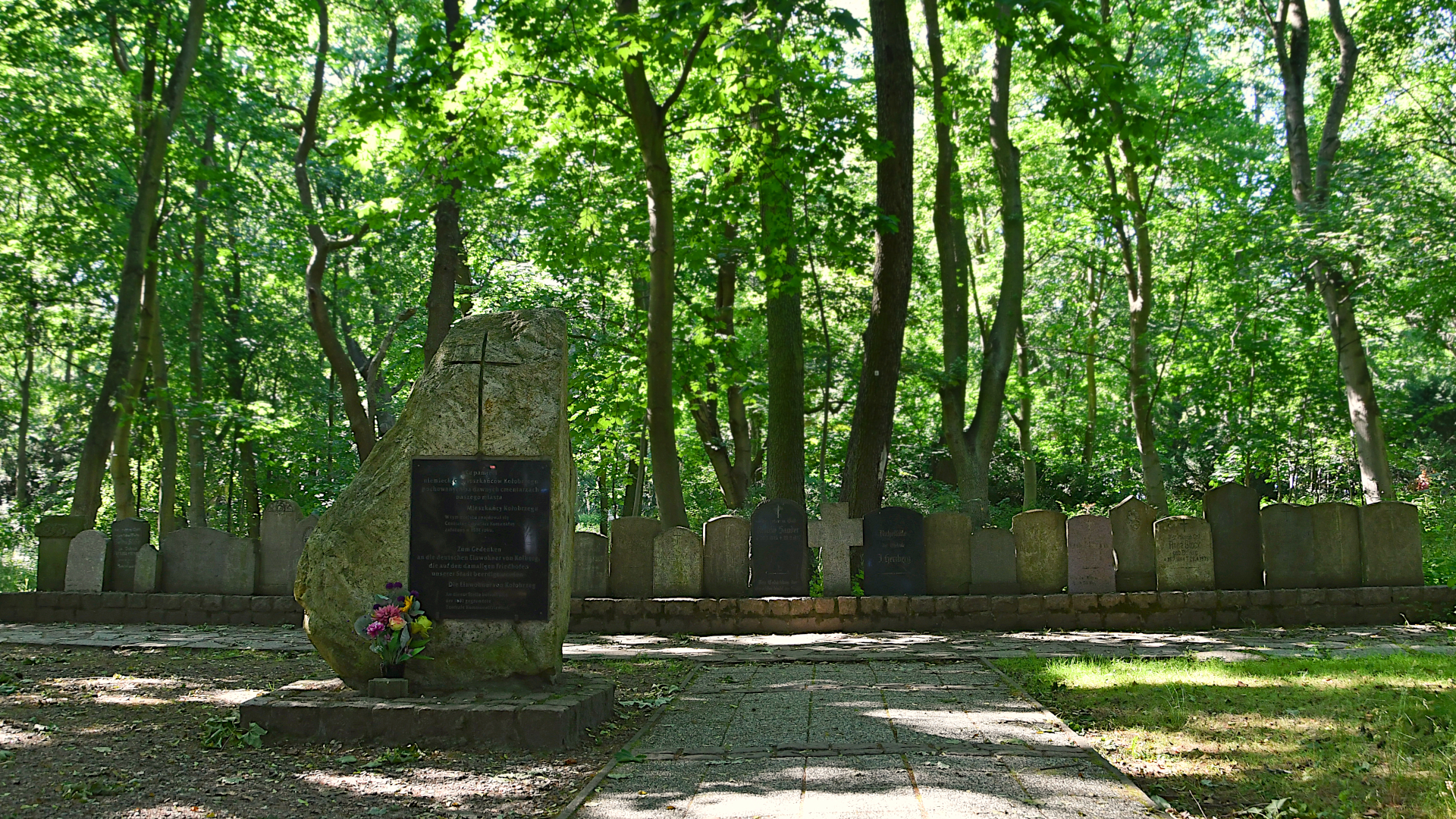
Lapidarium dawnych cmentarzy niemieckich
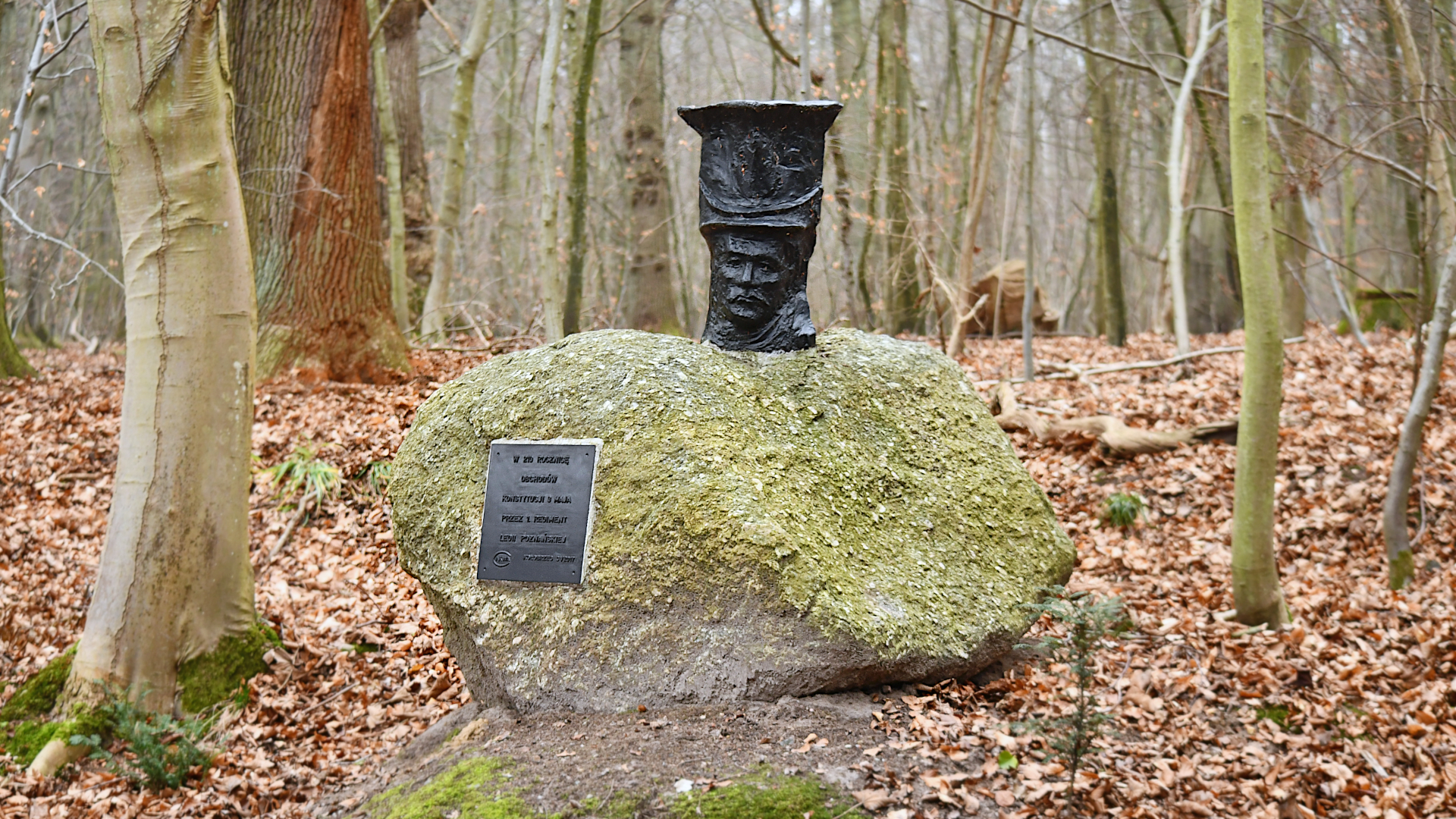
Pomnik upamiętniający 210. rocznicę obchodów Konstytucji 3 maja